# Picrophilaceae
En taxonomía, los Picrophilaceae son una familia de microorganismos pertenecientes al orden Thermoplasmatales. Esta familia contiene solamente un género, Picrophilus.

## Morfología y ecología
Las células poseen forma de cocos irregulares y son termófilas, heterotrofas, y estrictamente aerobias.  Esta especie es hiperacidófila, con un pH óptimo de 0.7. Su temperatura óptima es de 60 °C. Han sido aisladas de fumarolas, suelos ácidos y secos, y fuentes termales en Hokkaidō, Japón.

## Otras lecturas

### Revistas científicas
- Schleper C; Puhler G; Klenk HP; Zillig W (1996). «Picrophilus oshimae and Picrophilus torridus fam. nov., gen. nov., sp. nov., two species of hyperacidophilic, thermophilic, heterotrophic, aerobic archaea». Int. J. Syst. Bacteriol. 46 (3): 814-816. doi:10.1099/00207713-46-3-814.
- Schleper C; Puehler G; Holz I; Gambacorta A et al. (1995). «Picrophilus gen. nov., fam. nov.: a novel aerobic, heterotrophic, thermoacidophilic genus and family comprising archaea capable of growth around pH 0». J. Bacteriol. 177 (24): 7050-7059. PMC 177581. PMID 8522509.

### Libros científicos
- Reysenbach, A-L (2001). «Order I. Thermoplasmatales ord. nov.».  En DR Boone; RW Castenholz, eds. Bergey's Manual of Systematic Bacteriology Volume 1: The Archaea and the deeply branching and phototrophic Bacteria (2nd edición). New York: Springer Verlag. p. 169. ISBN 978-0-387-98771-2.

### Bases de datos científicos
- PubMed
- PubMed Central
- Google Scholar